# Fernando de Ballesteros Saavedra
Fernando (de) Ballesteros y Saavedra Muñoz y Torres (Villahermosa (Ciudad Real), agosto de 1576 - Villanueva de los Infantes (Ciudad Real), octubre de 1657), fue un caballero, funcionario y escritor español del siglo XVII.

## Biografía
Era hijo de Juan de Ballesteros y Saavedra, un caballero que ostentó diversos cargos en la administración del partido del Campo de Montiel, por ejemplo Regidor y Depositario General de Villanueva de los Infantes, y de Catalina Abad de Moya, natural de Villahermosa. Aún niño debió de mudarse a Villanueva de los Infantes, donde su padre sucedió en diversos cargos a su abuelo y en donde debió recibir la primera educación. A partir de sus escritos se puede concluir que fue a la universidad: en uno de ellos se titula como licenciado y, hacia 1615, fue capitán de Infantería de las milicias de Villanueva de los Infantes. Amistó con otras importantes figuras de la época que vivieron en esta comarca, pero cuya celebridad supera sus límites: Bartolomé Jiménez Patón, quien le elogia en su Elocuencia española, de Pedro Simón Abril y de Francisco de Quevedo, con quien se carteó. Tuvo una gran actividad literaria que fructificó en varias obras que denotan una gran erudición. Mereció el elogio de Lope de Vega en la silva cuarta de su Laurel de Apolo. Su obra más importante es un manuscrito inédito fechado en 1619, El regidor cristiano, dedicado a su padre. Tras un largo "Prólogo al lector" y una "Introducción", se divide en tres "Discursos" o partes que el propio autor distingue: "Las cosas tocantes a la religión", cuatro capítulos; "Cosas tocantes a la Policía", diez capítulos; y la tercera, "Cosas tocantes a la Jurisdicción", dieciséis capítulos. Concluye con un epílogo que es casi una simple nota. En suma, consiste en un enjundioso tratado de administración local. 
Además de su actividad literaria fue familiar del Santo Oficio y desempeñó diversos cargos en la organización administrativa que la Orden de Santiago tenía en la comarca del Campo de Montiel, llegando a ser capitán de milicias y gobernador del partido entre 1645 y 1647. Su tío del mismo nombre, con quien no debe confundírsele, como hizo Nicolás Antonio, fue abad mayor de la iglesia magistral de San Justo y Pastor de Alcalá de Henares y vicario y visitador del Ilustrísimo de Toledo en Cazorla y su distrito y en Ciudad Real y su distrito y escribió, entre otras obras, una Vida de San Carlos Borromeo (1642)

## Obras
- La Eufrosina (1621, traducción del portugués de la pieza teatral de igual nombre de Jorge Ferreira de Vasconcelos, reimpresa por Blas Nasarre en 1735)
- Observaciones a la Lengua Castellana
- De la Elocuencia Española
- El regidor cristiano. Manuscrito original e inédito de don Juan Ballesteros Saavedra, capitán de Infantería de la milicia de Villanueva de los Infantes, dedicado a su padre don Juan Ballesteros y Saavedra, Regidor y Depositario General de Villanueva de los Infantes (1619), obra inédita.